# LEN European Cup 1987-1988
La LEN European Cup 1987-1988 è stata la venticinquesima edizione del massimo trofeo continentale di pallanuoto per squadre europee di club.
A partire da questa edizione la fase finale è stata disputata con gare di andata e ritorno a eliminazione diretta sin dai quarti di finale.
I campioni d'Italia in carica del CUS Pescara sono diventati campioni d'Europa per la prima volta superando in finale i campioni uscenti dello Spandau.

## Quarti di finale
| Qualificate       |                 |
| - Barcellona      | - Partizan      |
| - Vasutas         | - Pescara       |
| - Dinamo Bucarest | - Spandau       |
| - Marsiglia       | - Stilon Gorzów |

| Andata | Andata                          | Andata |
| Data   | Gara                            | Ris.   |
| ------ | ------------------------------- | ------ |
| ?      | Vasutas - Spandau               | 9-7    |
| ?      | Dinamo Bucarest - Stilon Gorzów | 16-10  |
| ?      | Partizan - Barcellona           | 14-5   |
| ?      | Pescara - Marsiglia             | 15-6   |

| Ritorno | Ritorno                         | Ritorno | Ritorno |
| Data    | Gara                            | Ris.    | Tot.    |
| ------- | ------------------------------- | ------- | ------- |
| ?       | Spandau - Vasutas               | 13-8    | 20-17   |
| ?       | Stilon Gorzów - Dinamo Bucarest | 10-7    | 20-23   |
| ?       | Barcellona - Partizan           | 7-10    | 12-24   |
| ?       | Marsiglia - Pescara             | 12-16   | 18-31   |

## Semifinali
| Andata | Andata                    | Andata |
| Data   | Gara                      | Ris.   |
| ------ | ------------------------- | ------ |
| ?      | Dinamo Bucarest - Pescara | 14-12  |
| ?      | Spandau - Partizan        | 12-10  |

| Ritorno | Ritorno                   | Ritorno | Ritorno |
| Data    | Gara                      | Ris.    | Tot.    |
| ------- | ------------------------- | ------- | ------- |
| ?       | Pescara - Dinamo Bucarest | 9-4     | 21-18   |
| ?       | Partizan - Spandau        | 8-8     | 18-20   |

## Finale
| Andata | Andata            | Andata |
| Data   | Gara              | Ris.   |
| ------ | ----------------- | ------ |
| ?      | Pescara - Spandau | 12-10  |

| Ritorno | Ritorno           | Ritorno | Ritorno |
| Data    | Gara              | Ris.    | Tot.    |
| ------- | ----------------- | ------- | ------- |
| ?       | Spandau - Pescara | 9-9     | 19-21   |

### Campioni
- Pescara Campione d'Europa:

Ballerini, Marco D ’Altrui, Nello Rapini, Manuel Estiarte, Amedeo Pomilio, Fabrizio Salonia, Dario Bertazzoli, Papa, Paolo Malara, Montanaro, Alberto Battinelli, Franco Di Fulvio, Enrico Mundula.

## Fonti
- (EN)  LEN, The Dalekovod Final Four - Book of Champions 2011, 2011 (versione digitale)